# Puntenklassement
Het puntenklassement in de wielersport is een nevenklassement waar bepaald wordt wie gekroond wordt tot beste sprinter van de wedstrijd. Aan de aankomststreep en op een aantal vooraf vastgestelde plaatsen is een streep getrokken waar punten te verdienen zijn voor de eerste paar renners die deze streep passeren. Soms bestaat er ook een apart tussensprintklassement waar alleen de punten onderweg worden meegeteld.
De leider in het puntenklassement krijgt vaak een groene trui uitgereikt. De bekendste puntenklassementen zijn:
- Puntenklassement van de Ronde van Frankrijk (groene trui)
- Puntenklassement van de Ronde van Italië (paarse trui)
- Puntenklassement van de Ronde van Spanje (groene trui)

Behalve in de Ronde van Frankrijk en de Ronde van Spanje bestaat de groene puntentrui ook in onder andere Parijs-Nice, Critérium du Dauphiné, Internationaal Wegcriterium, Ronde van Californië, Ronde van Polen en de Ronde van Romandië. De Tirreno-Adriatico en Benelux Tour hebben een rode puntentrui. In de Ronde van het Baskenland, Ronde van Catalonië en Ronde van Portugal is de trui voor de leider in het puntenklassement wit, in de Ronde van Beieren en de Tour Down Under blauw, in de Ronde van Zwitserland lichtblauw, in de Ronde van België geel en in de Ronde van Utah bruin.
Algemeen klassement · Bergklassement · Combinatieklassement · Jongerenklassement · Ploegenklassement · Puntenklassement · Strijdlustklassement · Tussensprintklassement
 Blauwe trui ·   Bolletjestrui ·  Gele trui ·  Groene trui ·  Paarse trui ·  Rode trui ·  Roze trui ·  Witte trui ·  Zwarte trui ·  Regenboogtrui ·  Sterrentrui